# Oglasa rufimedia
Oglasa rufimedia là một loài bướm đêm trong họ Noctuidae.